# Україна починається з тебе (монета)
«Украї́на почина́ється з те́бе» — пам'ятна монета номіналом 5 гривень, випущена Національним банком України та присвячена волонтерському руху під час війни на сході України.
Монету введено в обіг 12 жовтня 2016 року. Вона належить до серії «Інші монет».

## Опис монети та характеристики
| Номінал грн. | Метал      | Маса, грам | Діаметр, мм. | Якість виготовлення       | Гурт     | Тираж, штук                                        |
| ------------ | ---------- | ---------- | ------------ | ------------------------- | -------- | -------------------------------------------------- |
| 5            | нейзильбер | 16,54      | 35,0         | спеціальний анциркулейтед | рифлений | 50 000 (у тому числі 15 000 у сувенірній упаковці) |

### Аверс
На аверсі монети по центру розміщено зображення тризуба, виконаного з маленьких стилізованих сердець, під яким позначено рік карбування монети та розміщено емблему Банкнотно-монетного двору НБУ. По обидва боки від тризуба розміщено вертикальні написи: ліворуч — напис «УКРАЇНА» та зображення малого державного герба України, праворуч вказано номінал монети — «5 ГРИВЕНЬ».

### Реверс
На реверсі монети розміщено силует військовослужбовця із жовто-синім серцем, виконаним тамподруком. Навколо зображення бійця зображено руки з серцями на долонях, які тягнуться з усіх боків до силуета.

15000 монет із загального тиражу було випущено у буклетах
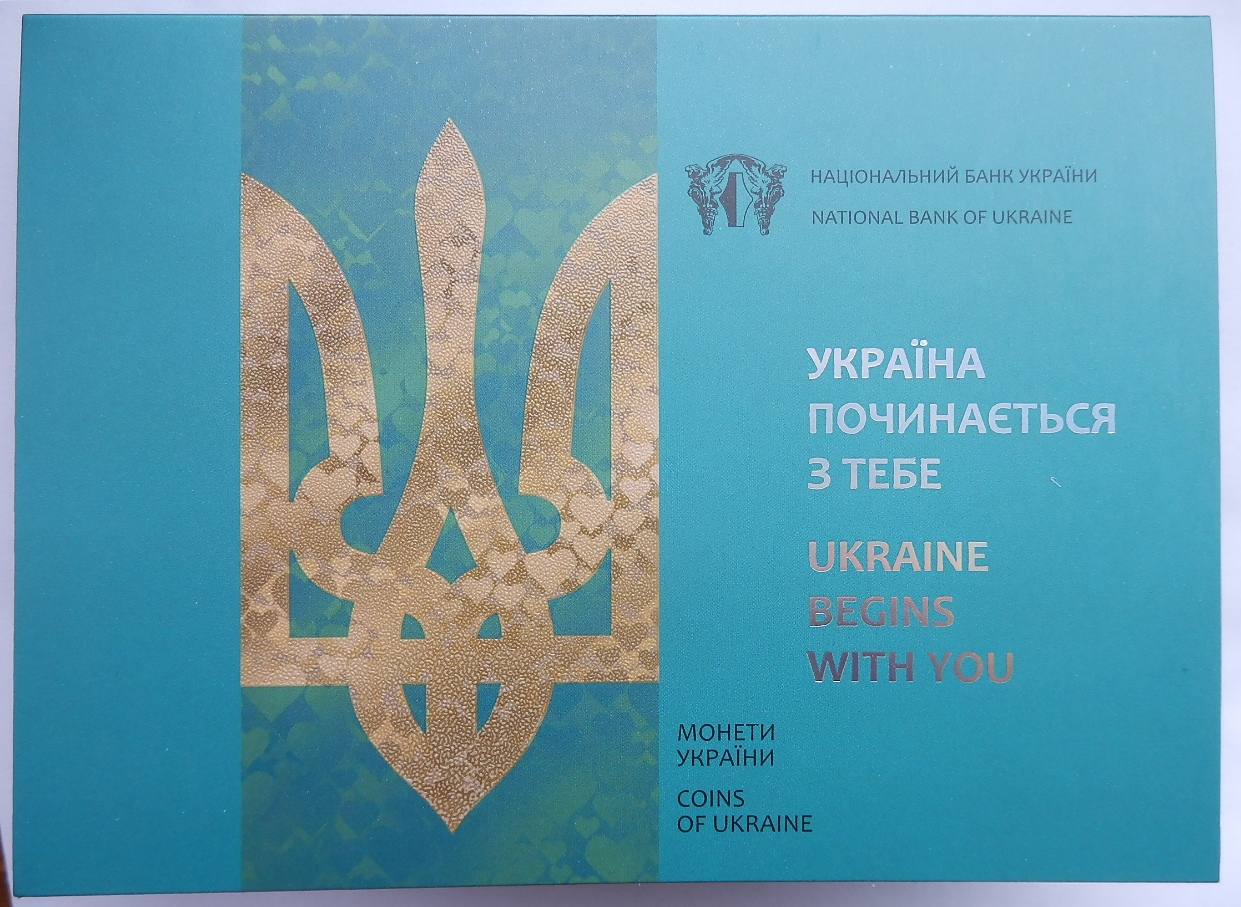
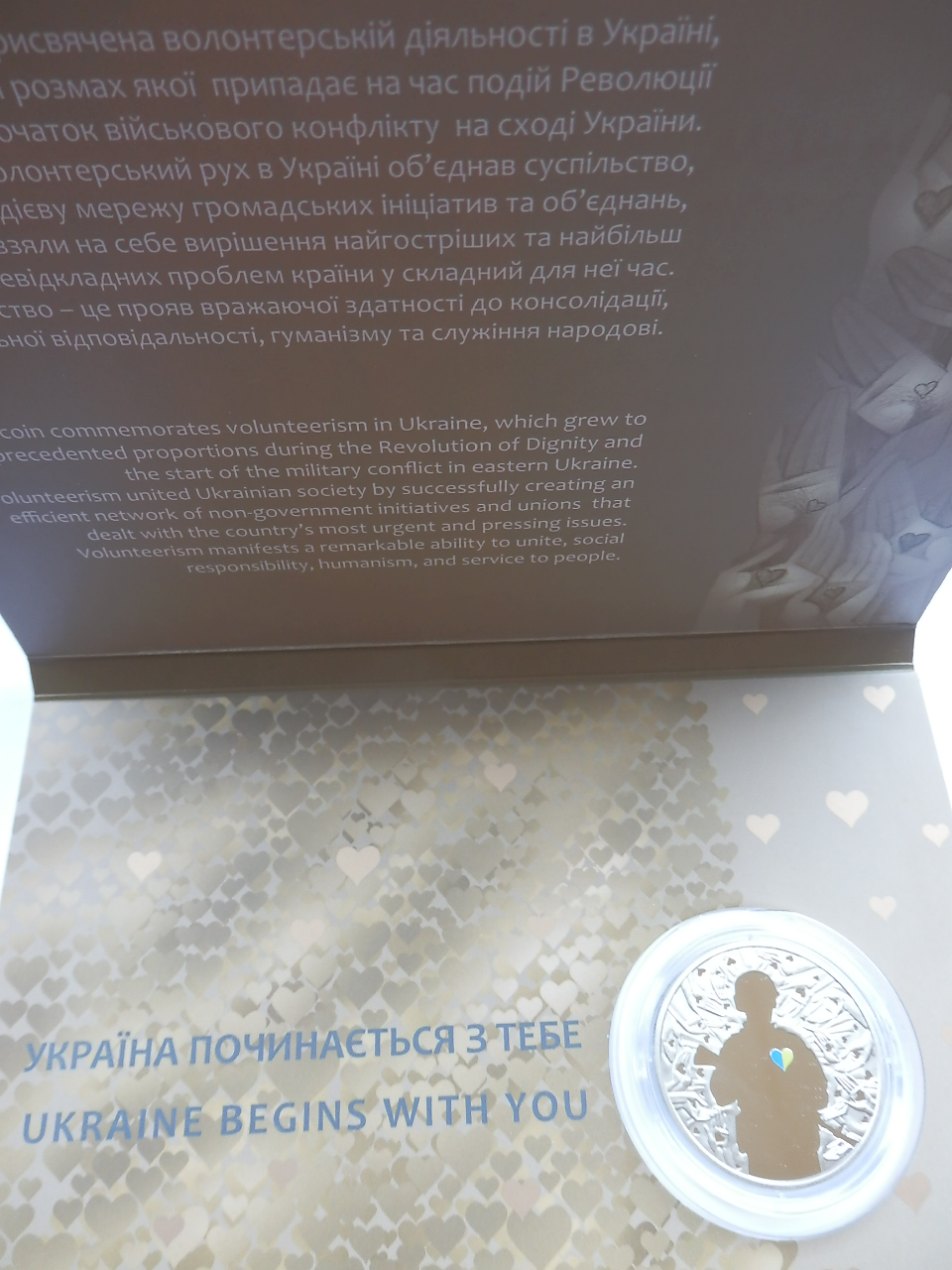
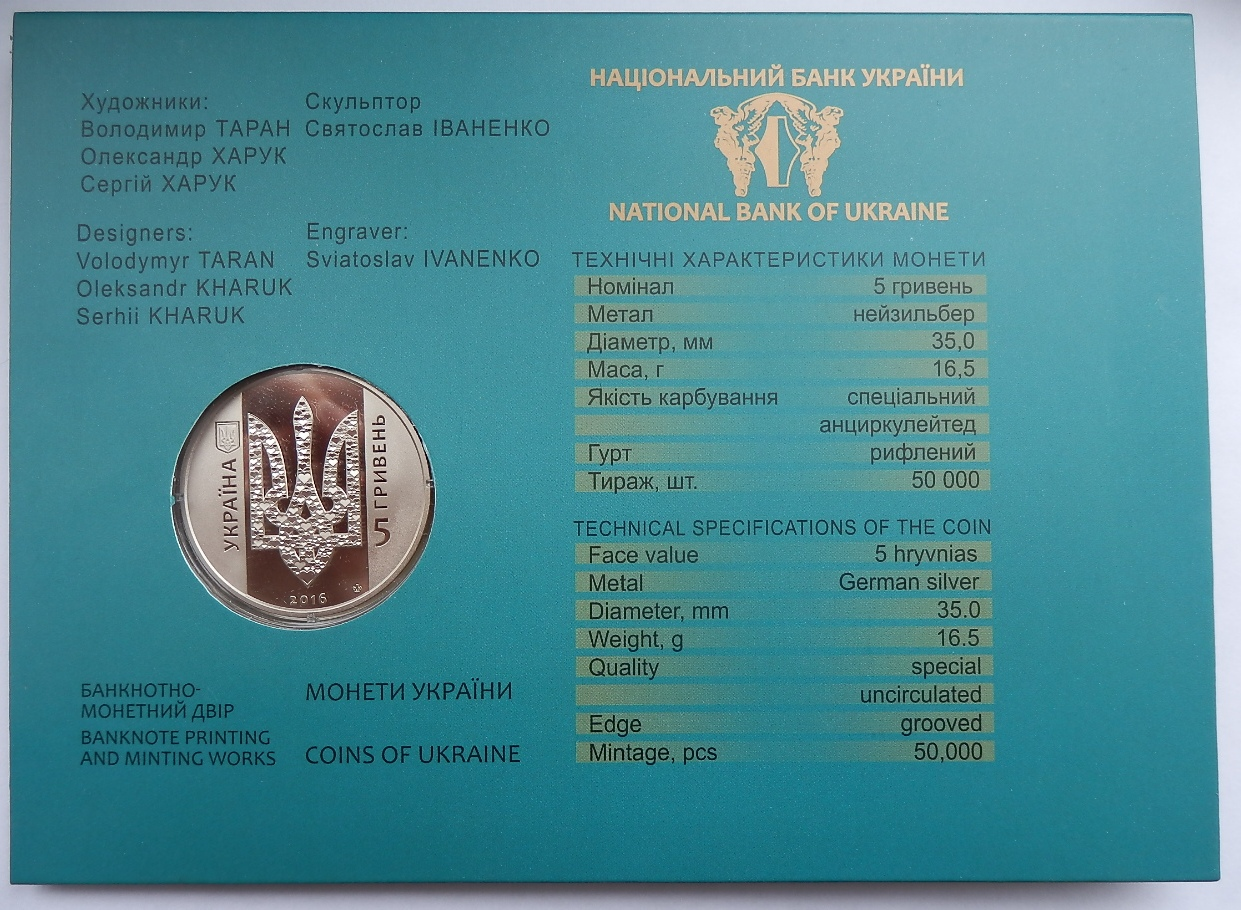

## Автори

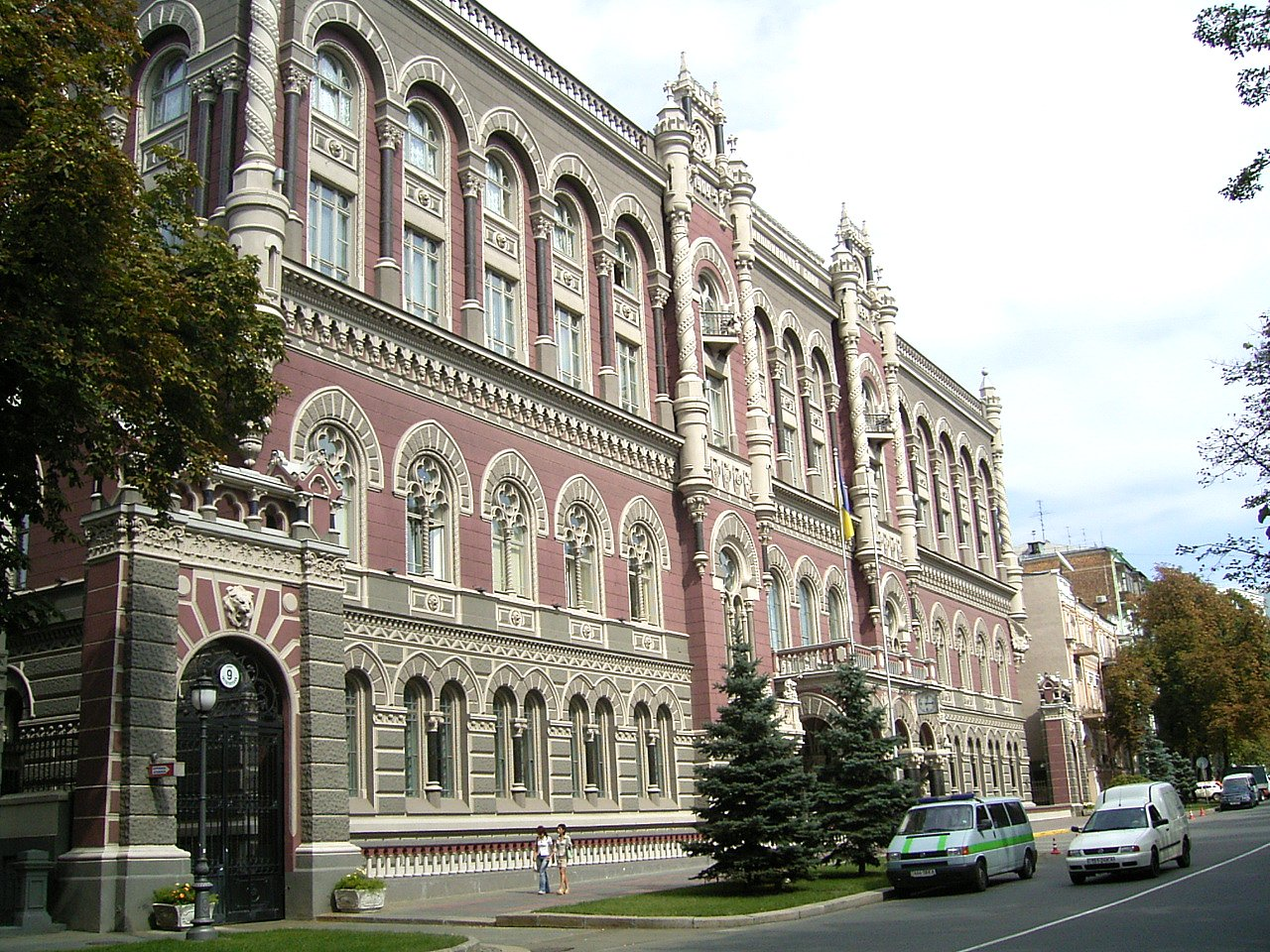
Будівля Національного банку України

- Художники: Володимир Таран, Харук Олександр, Харук Сергій.
- Скульптор — Святослав Іваненко.

## Вартість монети
Під час введення монети в обіг у 2016 році, Національний банк України реалізовував монету через свої філії за ціною 38 гривень.
Фактична приблизна вартість монети з роками змінювалася так:
| Рік        | 2017 | 2018 | 2019 | 2020 | 2021 | 2022 | 2023 | 2024  | 2025  |
| ---------- | ---- | ---- | ---- | ---- | ---- | ---- | ---- | ----- | ----- |
| Ціна, грн. | 65   | 75   | 95   | 120  | 270  | 380  | 980  | 1 120 | 1 170 |